# Історичний ареал
Істори́чний ареа́л:
- історичний ареал населеного місця — частина населеного місця, що зберегла об'єкти культурної спадщини і пов'язані з ними розпланування та форму забудови, які походять з попередніх періодів розвитку, типові для певних культур або періодів розвитку (ст. 1 Закону України «Про охорону культурної спадщини» від 8 червня 2000 р.)[1]

- Історичний ареал — це найбільш освоєна в минулому і добре збережена частина території населеного місця, що відрізняється традиційним характером середовища і значною кількістю об'єктів культурної спадщини від інших, менш освоєних або погано збережених частин населеного місця (п. 6 постанови Кабінету міністрів України «Про затвердження Порядку визначення меж та режимів використання історичних ареалів населених місць, обмеження господарської діяльності на території історичних ареалів населених місць» від 13 березня 2002 р. № 318)[2]